# François Soucy
Pour les articles homonymes, voir Soucy.
 (août 2024).
Si vous disposez d'ouvrages ou d'articles de référence ou si vous connaissez des sites web de qualité traitant du thème abordé ici, merci de compléter l'article en donnant les références utiles à sa vérifiabilité et en les liant à la section « Notes et références ».
François Soucy est un artiste peintre et sculpteur canadien, né le 28 décembre 1929 à Montréal où il et mort le 20 juillet 2007, ayant vécu au Canada, en France et en Italie.

## Biographie
Né à Montréal en 1929, fils de Jean-Baptiste Soucy (directeur de l'École des Beaux-Arts de Québec) et d'Irène Milot, François Soucy étudie la peinture à l'École des Beaux-Arts de Québec, auprès de Jean Paul Lemieux et Jean Dallaire, puis la sculpture avec Marius Plamondon. De 1952 à 1955, il s'installe dans Charlevoix où il fréquente Jean Paul Lemieux, Félix-Antoine Savard, Luc Lacourcière et Marcel Barbeau.
En 1955, François s'installe en Europe où il étudie la fresque et la mosaïque avec Roberto Nomellini à Milan en Italie, puis à Paris en France où il étudie la sculpture géométrique, abstraite et polychrome avec Jean Dewasne.

Entre 1958 et 1960, il travaille en étroite collaboration avec Jean-Paul Mousseau, à réaliser des lampes objets méritant le prix des Métiers d'Art du Québec en 1966. Puis de 1960 à 1964 il travaille dans le domaine du théâtre et du cinéma à la réalisation de décors et comme assistant caméraman. Il devient également membre de l'Académie de sculpture du Canada. 

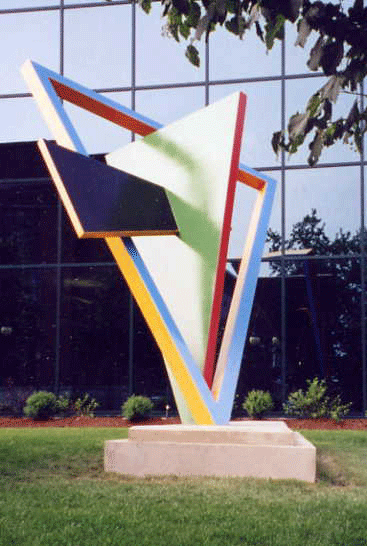
Polyèdre polychromé. Aluminium peint. Dim.: 19' x 12' x 6'. 1964, 2002. Place Montcalm, Gatineau, Québec. Canada

En 1965, il remporte le premier prix de sculpture du Québec aux Concours artistiques du Québec avec la pièce "Nascackiyoihls". C'est à cette même époque qu'il signe le manifeste "Fusion des arts" avec ses comparses de l'époque: Yves Robillard, Richard Lacroix, Henri Saxe et l'architecte F. M. Rousseau.
En 1967, il s'installe à Sainte-Adèle dans les Laurentides, puis à St-Hippolyte où il demeurera jusqu'en 1983. C'est durant cette période qu'il réalisera des sculptures d'art public, notamment en face du palais de justice de Saint-Jérôme puis le bureau de postes de Victoriaville. François fera un retour dans Charlevoix en 1983 à Cap-à-l'Aigle puis Pointe-au-Pic où il ouvrira des ateliers ouverts au public et offrira des cours d'arts.
En 1997, Soucy retourne dans les Laurentides à Saint-Hippolyte où il s'implique, expose, est membre du jury et deviendra président et membre du comité fondateur de Montagne-Art en 2003. En 2005 il s'installe à Trois-Rivières et y demeurera jusqu'à son décès en 2007.

## Distinctions
- 1965 : Premier prix de sculpture du Québec aux Concours artistiques du Québec[2].
- 1967 : Boursier du Conseil des Arts du Canada[2].
- 1970 : Boursier du Conseil des Arts du Canada.

## Œuvres
- Nascackiyoihls, 1965, Sculpture cinétique. Bois de tilleul polychromé. Musée national des beaux-arts du Québec, Québec, Canada[7].
- Jeux ludiques, 1958, Sculpture. Bois. Musée national des beaux-arts du Québec, Québec, Canada[7].
- Solo de trompette (Le procès de Kafka), 1968, Tubes d'acier peint, palais de justice de St-Jérôme, Québec, Canada.
- Polyèdre polychromé, 1964-2002, Aluminium peint, Place Montcalm, Gatineau, Québec, Canada.
- Train - train - train, 1969, Tubes d'aluminium, Musée des beaux-arts du Canada, Ottawa

## Expositions
- 1952 : Palais Montcalm, Québec, première exposition.
- 1952 : Librairie Tardivel, Québec, exposition aquarelles et poèmes[8].
- 1956 : Galleria Numero, Galleria Giraldi, Italie, exposition itinérante à travers tout le pays.
- 1957 : Galerie XII, Montréal, exposition Marcella Maltais et François Soucy[2],[9]
- 1958-60 : Galerie Denise Delrue, Montréal, deux expositions. 1957: Restaurant L'Échourie, Montréal, exposition censurée.
- 1960-64 :Galerie du Siècle, Restaurant chez son père, Galerie Nova et Vetera du Collège Saint-Laurent, expositions[10].
- 1965: Musée national des beaux arts du Québec, exposition des lauréats des Concours artistiques du Québec, Québec.
- 1965 : Galerie Dorothy Cameron, Toronto, exposition de sculptures, dont la lauréate du Prix du Québec.
- 1965 : Galerie Howard Wise, New-York, exposition de sculptures, dont la lauréate du Prix du Québec.
- 1966 : Galerie de l'Étable, Montréal.
- 1967 : Galerie nationale du Canada, Soucy et Dallegret[11]

- 1984 : Café l'Initiative, Baie Saint-Paul, exposition solo.
- 1985 : Musée de Baie-Comeau, Baie-Comeau, exposition solo.
- 1991 : Musée de Charlevoix, Pointe-au-Pic, François Soucy, peintre des couleurs, exposition solo d'œuvres des années '50[12].
- 1992 : L'Ermitage, Leningrad (Russie), don du Musée de Charlevoix.
- 1997 : Complexe G, Québec, exposition de groupe: les anciens des Beaux-Arts de Québec.
- 1997 : Centre d'Exposition du Vieux Palais, Saint-Jérôme, exposition de groupe: les insectes dans l'art.
- 1998 : Atelier Claude Vermette, Sainte-Adèle, exposition d'oeuvres récentes.
- 1999 : Maison de la culture Frontenac, Montréal, exposition de groupe.

- 2003: Musée de Charlevoix, Pointe-Au-Pic, Appartenances, exposition permanente.